# Parey-Saint-Césaire
Parey-Saint-Césaire är en kommun i departementet Meurthe-et-Moselle i regionen Grand Est (tidigare regionen Lorraine) i nordöstra Frankrike. Kommunen ligger i kantonen Vézelise som tillhör arrondissementet Nancy. År 2022 hade Parey-Saint-Césaire 245 invånare.

## Befolkningsutveckling
Antalet invånare i kommunen Parey-Saint-Césaire
| Referens: INSEE |